# Twelve Drummers Drumming
Twelve Drummers Drumming (12DD) ist eine deutsche Rockband. Sie wurde 1983 in Mönchengladbach gegründet.

## Geschichte

### Gründung und Veröffentlichungen
Die ersten Gigs liefen noch unter dem Bandnamen Volkswagen, bevor sich die Gruppe in Twelve Drummers Drumming umbenannte. Der Name entstammt einer Zeile aus dem Reim The Twelve Days of Christmas. Nach Veröffentlichung des Debütalbums Twelve Drummers Drumming im Jahr 1983 sollte das Album im Sommer 1984 für den englischen und amerikanischen Markt überarbeitet werden. Dabei erkrankte der Sänger Rudi Edgar, woraufhin die Band eine zweijährige Pause einlegte.
Einige Mitglieder (Brough, Schmidt, Terstappen) hatten bereits bei Wallenstein zusammengespielt, eine Band die ebenfalls bis zur Auflösung 1982 in Mönchengladbach beheimatet war.
Das zweite Album Where the Wild Buffalo Roams wurde von Gareth Jones produziert und 1988 veröffentlicht. Im Jahr 1990 folgte die Platte Loveless. Das bisher letzte Album Heroic Feet wurde von Martin Rex in den Anderland Studios produziert und 1995 veröffentlicht.

### Split-up
Ralf Aussem war 1990 Mitgründer von Sun. 2002 gründete er zusammen mit Ex-Mitglied Peter Brough und Carlo van Putten (The Convent, White Rose Transmission (WRT)) die Band Dead Guitars, die bald durch Mitglied Kurt Schmidt und Ex-Mitglied Hermann Eugster für Live-Auftritte vervollständigt wurde. (Mit Schmidt hatte Brough schon 1978–1982 bei Wallenstein zusammengespielt. Auf der 2011 erschienenen EP von WRT Mesmerized hatte Ex-Mitglied Peter Körfer den Bass gespielt und Eugster das Schlagzeug; beide blieben auf der EP unerwähnt.)
Als die Dead Guitars 2018 in Pause gingen, gründeten die vier The Wide mit Brough als Sänger:

„Carlo wollte eine Auszeit und wir brannten für eine Fortsetzung..[..]..Über die Jahre haben wir viele Songs geschrieben, die nicht unbedingt fürs ,Deadies’-Repertoire geeignet schienen“

## Diskografie (Alben)
- 1983: Twelve Drummers Drumming (Vertigo Records)
- 1988: Where the Wild Buffalo Roams (Phonogram)
- 1990: Loveless (Mercury Records)
- 1992: Heaven & Hell (Kompilation, Mercury Records)
- 1995: Heroic Feet (Tin Can Discs)
- 2001: Have You Heard It? (Kompilation, Mercury Records)